# Phyllopteryx dewysea
Phyllopteryx dewysea, novootkrivena vrsta riba zrakoperki iz porodice šiljogubaca (Syngnathidae), red šilovke i konjici (Syngnathiformes). Žive uz obalu Zapadne Australije.
Jedna je od dviju vrsta koja pripada ovom rodu koji je zbog svoga izgleda vernakulano nazvan morski zmajevi (seadragon). Narastu do 24 centimetra (9.4 inča). Od morskih kojica razikuju se po tome što imaju dužu njušku i rep, a zbog boje rubina, ova vrsta nazvana je ruby-red seadragon.
Prva vrsta (P. taeniolatus) otkrivena je davne 1804. godine. 